# 尖喙蛇
尖喙蛇（学名：Gonyosoma boulengeri）为游蛇科树栖锦蛇属的爬行动物。分布于越南以及中国大陆的广西、海南等地，其标本采集自丛林、河中、路边、公路上、岩上。该物种的模式产地在越南北部湾。